# Michael Bazynski
Michael Bazynski (ur. 12 października 1958 w Bochum) – niemiecki judoka. Olimpijczyk z Seulu 1988, gdzie zajął 33. miejsce w wadze średniej.
Uczestnik mistrzostw świata w 1987. Wicemistrz Europy w 1985. Trzeci na uniwersjadzie w 1985 roku.

## Letnie Igrzyska Olimpijskie 1988
| Konkurencja | Rundy eliminacyjne   | Klas. końcowa |
| Konkurencja | 1/64                 | Miejsce       |
| ----------- | -------------------- | ------------- |
| 86 kg       | Ben Spijkers (NED) p | 33.           |